# Fernand Jourdant
Fernand Jourdant (Flers, 3 de febrero de 1903-Toulouse, 2 de enero de 1956) fue un deportista francés que compitió en esgrima, especialista en la modalidad de espada.
Participó en los Juegos Olímpicos de Los Ángeles 1932, obteniendo una medalla de oro en la prueba por equipos. Ganó dos medallas de plata en el Campeonato Mundial de Esgrima en los años 1927 y 1931.

## Palmarés internacional
| Juegos Olímpicos   | Juegos Olímpicos             | Juegos Olímpicos | Juegos Olímpicos   |
| Año                | Lugar                        | Medalla          | Prueba             |
| ------------------ | ---------------------------- | ---------------- | ------------------ |
| 1932               | Los Ángeles (Estados Unidos) | Medalla de oro   | Espada por equipos |
| Campeonato Mundial |                              |                  |                    |
| Año                | Lugar                        | Medalla          | Prueba             |
| 1927               | Vichy (Francia)              | Medalla de plata | Espada individual  |
| 1931               | Viena (Austria)              | Medalla de plata | Espada por equipos |